# Anoploderma bicolor
Anoploderma bicolor là một loài bọ cánh cứng trong họ Cerambycidae.